# 暗色穗肩䲁
暗色穗肩䲁（學名：Cirripectes obscurus），又稱暗色項鬚䲁，為輻鰭魚綱鳚形目䲁科穗肩䲁屬的一種，分布於中太平洋東部夏威夷群島及中途島海域，深度0至6公尺，本魚體呈長橢圓形且側扁，下唇向內側呈細圓齒狀，向外側呈褶皺狀。上唇小圓齒41-50顆。鰓耙26-30，頭部感覺孔系統複雜，眶上10-26觸鬚，鼻14-42觸鬚，頸項36-47觸鬚，全身無鱗片，無頸瓣，頭部有斑點，每隻眼睛後面都有瞳孔大小的黑點，雌魚虹膜淡黃色，雄魚虹膜呈橘色，腹面雄魚為紅棕色，雌魚為金棕色，體褐色有斑點，雄魚斑點未達尾鰭基部，雌魚斑點白色，後部至尾鰭基部由淡紫色變為淺紫色，背鰭膜與尾鰭相連，最後一根棘上有一深凹口，第一根棘幾乎與第二根棘相同或略高，背鰭硬棘11-12枚、背鰭軟條15-17枚、臀鰭硬棘2枚、臀鰭軟條16-17枚，體長可達13.4公分，成魚棲息在珊瑚礁及岩礁湧浪區，通常躲在洞穴，一旦遇危險時以倒游方式躲入小洞穴中，僅露出頭部注視敵人，具領域性，幼魚為浮游性，雌魚產附著性卵，雄魚有護卵行為，可做為觀賞魚。